# Tuňák křídlatý
Tuňák křídlatý (Thunnus alalunga) označovaný též jako tuňák bílý patří do čeledi makrelovitých (Scombridae).
Tuňák křídlatý je klasifikován jako téměř ohrožený druh a stavy jeho populací se dlouhodobě snižují. Tento tuňák obývá vody tropického až mírného podnebného pásu. Nachází se ve větších hloubkách do 600 m pod hladinou. Své druhové jméno získal podle charakteristických dlouhých bočních ploutví. Dorůstá do délky 1 metru a váží 20–25 kg. Průměrná délka jeho života je 13 let. Rekordní tuňák vážil 39,97 kg a chycený byl v roce 1977 u Kanárských ostrovů.[zdroj⁠?!]
V některých oblastech je vyhledávanou pochoutkou a při jeho lovu se stále využívají některé destruktivní metody, jako jsou dlouhé lovné šňůry nebo vábení pomocí FADs. Při těchto metodách jsou chyceny a usmrceny i jiné nechtěné druhy.[zdroj⁠?!] Navíc se tuňák křídlatý stává sám vedlejším úlovkem například při lovu mečounů.